# Adolf Ramšak
Adolf Ramšak, slovenski zdravnik kirurg, *  24. januar 1897, Škale, † 22. januar 1968, Maribor.
Ramšak se je v enotah generala Maistra udeležil bojev za severno mejo. Po demobilizaciji je študiral medicino in leta 1924 diplomiral na  graški medicinski fakulteti ter 1926 opravil specializacijo iz kirurgije na Medicinski fakulteti v Ljubljani v Ljubljani. Leta 1927 je postal primarij v bolnišnici v Črni na Koroškem kjer je do 1957 delal kot splošni zdravnik in kirurg. Ukvarjal se je s poklicno zastrupitvijo s svincem med rudarji (saturnizem); ustanovil pa je tudi protituberkulozni dispanzer. Leta 1926 je dr. Ramšak kot prvi v Sloveniji opravil transfuzijo krvi.